# Myke Ramos
Myke Bouard Ramos (sinh 30 tháng 10 năm 1992) là một cầu thủ bóng đá Brasil thi đấu ở vị trí tiền đạo cho Haladás mượn từ MTK Budapest FC.

## Sự nghiệp bóng đá
Khởi đầu ở câu lạc bộ địa phương Paraná Clube, sau đó anh chuyển đến Hungary thi đấu cho Salgótarjáni BTC nơi anh ghi được 12 bàn trong 13 trận đấu. Mùa giải tiếp theo anh ký hợp đồng cho Varda SE. Anh bị bỏ lỡ vài trận đấu khi phải phục hồi từ chấn thương rách dây chằng mắt cá.